# Захват Емтланда
Захват Емтланда (норв. Återerövringen av Jämtland) — завоевание Норвегией территории провинции Емтланд (по-норвежски: Jemtland) в 1677 году в рамках Датско-шведской войны 1675—1679 годов. Уже в ноябре 1677 года Швеции удалось восстановить контроль над провинцией.

## Планы
Провинция Емтланд была передана Датско-Норвежским королевством Швеции по договору в Брёмсебру в 1645 году, поэтому она стала мишенью для завоевания в условиях новой войны. С самого начала Датско-шведской войны шведский стратегический план включил атаку против Норвегии с территории Емтланда. Однако кризисы на других фронтах неоднократно отвлекали, которые были предназначены для такого нападения.

## Реализация
В начале 1677 года пришли известия, что норвежцы, защищавшие Тронхейм, выдвинулись на юг, чтобы укрепить армию Ульрика Гюлленлёве. Это дало возможность шведам продвинуться к норвежской границе. Атакующая сила должна была встать под руку Карла Ларссона Спарре, генерал-губернатора Вестерноррланда. Он имел в своем распоряжении 1700 солдат, из которых три роты составляли местные жители, из Емтланда. Однако Спарре был не в состоянии прокормить эти войска, и, кроме того, солдаты не получали жалование десять месяцев, поэтому разошлись по Норрланду и занялись земледелием. Таким образом, от планов нападения пришлось отказаться.
Тем же летом шведские разведчики доложили, что норвежцы сами собрали силы в Тронхейме и Рерусе и готовят нападение на приграничные территории. Спарре получил депешу от Магнуса Габриэля Делагарди с требованием предупредить норвежское нападение, переместив войска либо в сторону Тронхейме, либо через долину Гудбрандсдал в Вермланд. Спарре выбрал второй вариант и отправил большую часть своих войск во главе с майором Карлом Рутенкрантцем в Вермланд, однако сам остался дожидаться подкреплений из 1400 солдат. Спарре также попытался собрать войска в самом Емтланде, но, как и в Сконе и Бохуслене, местные жители были все ещё лояльны к своим прежним хозяевам. Когда подкрепления, наконец, прибыли, новобранцев оказалось всего 290, и они были плохо вооружены и обучены. Будучи не в состоянии содержать войско, Спарре вновь распустил его.
Вскоре пришли новости, что норвежцы пересекли границу. Спарре теперь оказался в ещё более сложном положении: его оборонительные позиции были в плохом состоянии, и у него не было никаких средств для их укрепления. В его распоряжении было только четырнадцать пушек.
16 августа большое норвежское войско атаковало позиции Рутенкрантца в Вермланде. Едва бой начался, емтландцы покинули свои позиции и перешли на сторону норвежцев. Шведские драгуны удержали свои позиции и продолжали сражаться ночью, пока не были пленены.
Незадолго до этого Спарре решил перевести оставшиеся войска на север. В то время как пехота шла по суше, артиллерия была транспортирована по реке. По прибытии в войске Спарре осталось лишь 400 солдат, вся артиллерия была потеряна, и шведский командир решил удалиться в Гулленсунсбру. Там он узнал, что отряд Рутенкрантца разгромлен. Это побудило его перегруппироваться. Его армия была усилена до 1700 солдат, но он не решался выступить против норвежцев, убежденный в их численном превосходстве. Емтланд был занят норвежцами.
Норвежцы захватили около 400 солдат и четыре пушки. В честь победы была отчеканена памятная медаль. На шведской стороне вина за поражение была возложена на Спарре, который, в свою очередь, оправдывался скудостью припасов и малочисленностью армии. Карл XI отправил Спарре в отставку, назначив генерал-губернатором Емтланда Якоба Флеминга. Фельдмаршал Хенрик Горн получил приказ возглавить войска для защиты Норрланда. Хорн собрал своих людей в Медельпаде осенью 1677 года, и едва он начал свой поход в Емтланд, дошел слух, что норвежцы уже ушли. Норвежцы приняли щведскую разведывательную конницу за авангард большой армии и оставили Емтланд 1 ноября.
Войдя в Емтланд, Горн получил письмо от короля, где он получил задание расследовать сообщения о предательстве со стороны местных жителей. В декабре духовенство и представители общин вызваны на допрос. Горн узнал, что между емтландцами и норвежцами был заключен секретный союз, ратифицированный печатями местных общин. Все опасались репрессий, но в конце концов емтландцам было приказано сдать своё оружие, чтобы предотвратить «будущую помощь врагу». Это относительно мягкое наказание контрастировало с репрессиями шведов в Сконе.